# Лиллевяли, Герман Арведович
Герман Арведович Лиллевяли — российский предприниматель, являлся одним из создателей и совладельцем таких брендов в России, как «Довгань», «Смак», «Красная линия» и «Cliven».
В 2008 году получил медаль по благословению патриарха Московского и всея Руси Алексия II. В 2020 году был объявлен в международный розыск по обвинению в мошенничестве в особо крупном размере и заочно арестован.

## Биография
Родился 13 марта 1964 года. Имеет западноевропейские корни по отцовской линии. Семья происходит из немецкого рода Блумфельдтов (в начале прошлого века эту немецкую фамилию перевели на эстонский язык как Лиллевяли).
Окончил Московский автомобильно-дорожный государственный технический университет (МАДИ).
C 1989 по 1990 год работал инженером в проектном институте «Мосэнерго».
В 1990 году основал своё первое предприятие «Ликомп», которое изначально занималось консультативно-правовым обеспечением.
В 1995 основал ЗАО «Ликомп Холдинг». Компания занималась развитием российских торговых марок «Довгань» и «Смак», а также финансовым и банковским бизнесом.

С 1995 по 1999 год являлся одним из совладельцев банка «Актив». В 1995 начал сотрудничать c Вернером Блумфельдтом (совладельцем инвестиционно-консалтинговой компании Blumfeldt & Sons (осн.1908 год, Швейцария) и управляющей компании Fidelity Trust (осн.1980 год, гор. Цуг, Швейцария). С 1997 года принимал активное участие в развитии международного бизнеса компаний.
В 2005 году создал инвестиционную компанию «Столичная финансовая группа», которую возглавлял лично в период с 2006 по 2010.
Основал инвестиционный бутик «Анкор Инвест» в 2010 году.
В 2013 году объединил активы, в том числе Fidelity Trust, в рамках GL Financial Group и возглавил весь бизнес. GL Asset Management, которая является частью GL Financial Group, специализируется на рыночно-нейтральных стратегиях, в том числе на статистическом арбитраже.
Партнерами GL Asset Management на российском рынке являлись компании Анкор Инвест и Столичная финансовая группа. По итогам 2016 года «Анкор Инвест» был назван «Лучшей компанией в сфере доверительного управления» по мнению организаторов премии «Финансовый Олимп».
Поддерживает проекты, направленные на приумножение научных знаний, сохранение и восстановление природы и культурно-исторического наследия. Поддержал перевод на русский язык книг "Нобелевские премии и сюрпризы природы" Эрлинга Норрбю и «Правила инвестирования Уоррена Баффетта», автором которой является Джереми Миллер.
В мае 2020 года «Коммерсантъ» сообщил, что против пятерых менеджеров среднего звена «Анкор инвеста» завели уголовное дело. По версии следствия, все они входили в преступную группу, созданную Лиллевяли, который похитил около 150 млн долл. средств инвесторов, передавало издание. По его данным, на момент публикации бизнесмен скрывался на Кипре.
2 июня Лиллевяли объявили в международный розыск по обвинению в мошенничестве в особо крупном размере (ч. 4 ст. 159 УК)., предпринимателя обвиняют в создании финансовой пирамиды, с помощью которой за пять лет он привлек около $200 млн.
5 июня 2020 года Хорошевский районный суд заочно арестовал Лиллевяли.

## Хобби
Увлекается математикой и шахматами.
В 2017 году принял участие в дружеском матче с Сергеем Карякиным.

## Семья
Женат, трое детей.